# Уффелте
Уффелте (нід. Uffelte) — село в нідерландській провінції Дренте. Входить до муніципалітету Вестервелд.
Його площа становить 22,52 км², а населення станом на 2021 рік складало 1 430 осіб.

## Галерея

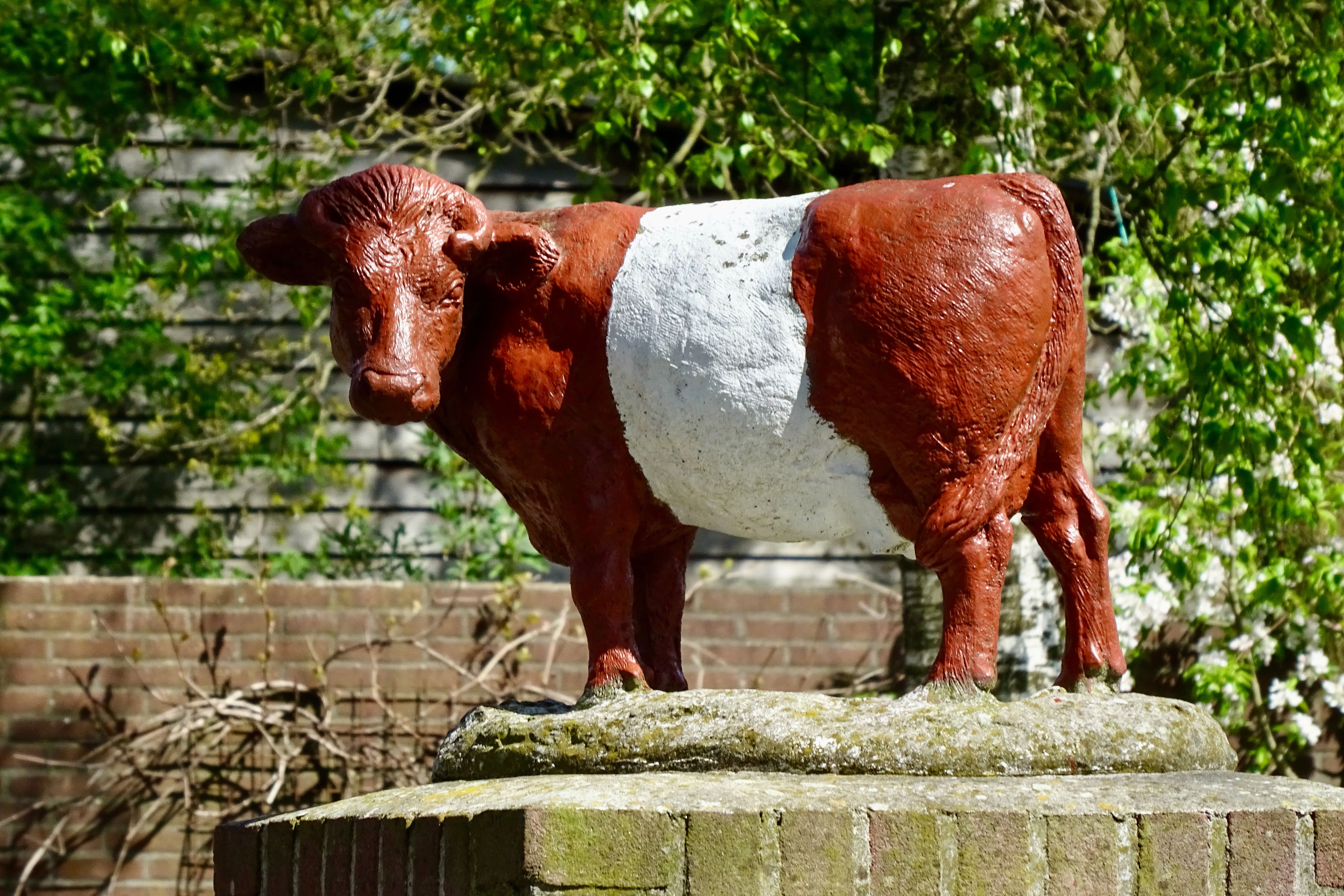
Статуя корови
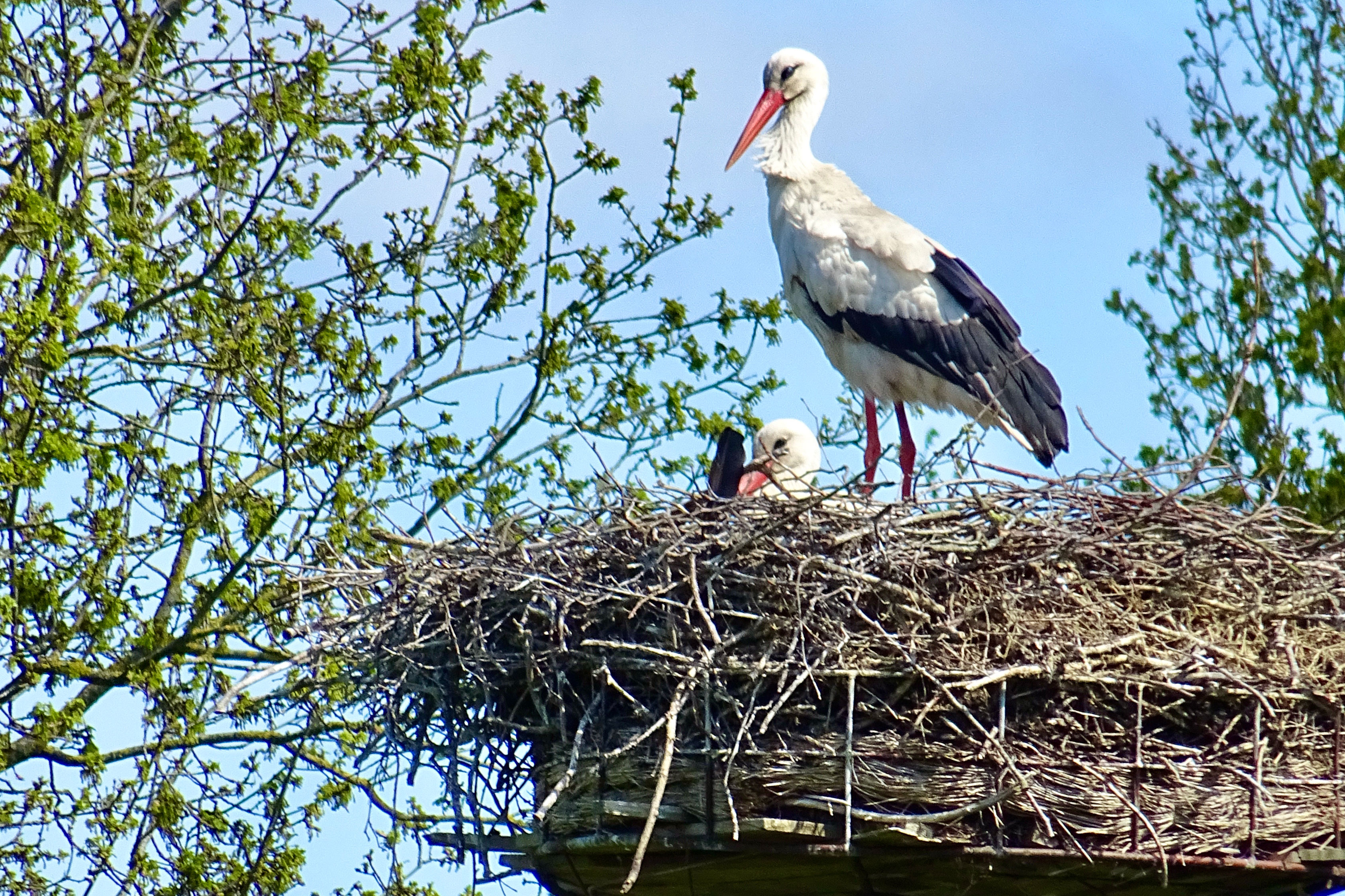
Гніздо лелеки в Уффелте
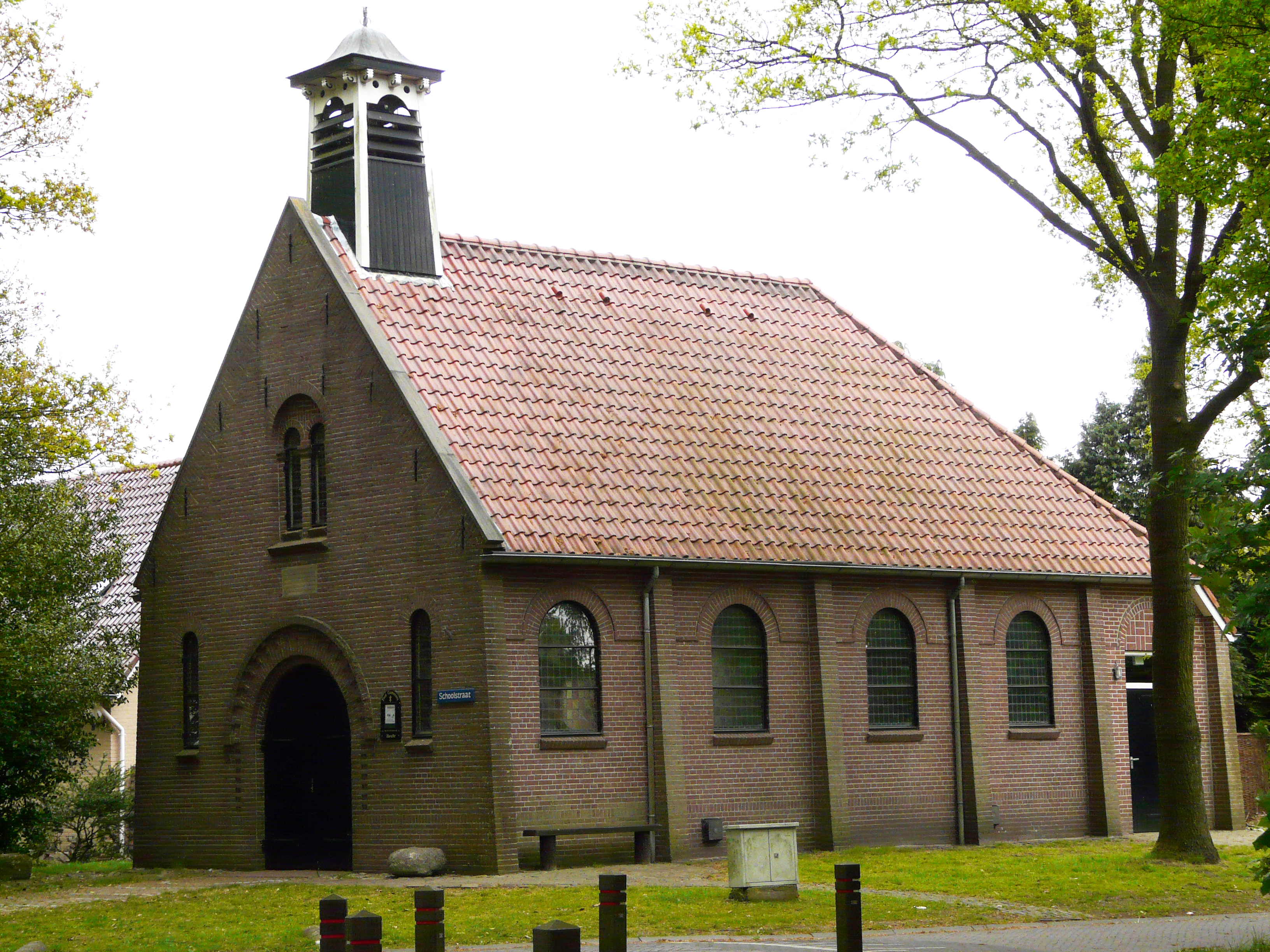
Церква у селі